# Шпонка

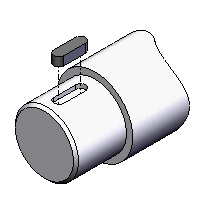
Розміщення призматичної шпонки в пазу вала

Сегментна шпонка

Шпо́нка (від пол. szponka, нім. Spon, Span — «тріска», «клин», «підкладка») — це кріпильний елемент, який встановлюють у пазах двох дотичних деталей для запобігання їх відносного обертання чи зміщення. Шпонка слугує для передачі обертального моменту в з'єднанні вала зі шківом, зубчастим колесом, маховиком та іншими деталями, що обертаються разом з валом. При роботі шпонка зазнає деформації згину, зсуву і стиснення.

## Класифікація шпонок
За формою шпонки поділяються на клинові, призматичні, сегментні, тангенціальні і циліндричні.
Призматичні шпонки за призначенням бувають:
- звичайні із закругленими або плоскими кінцями, що призначені для нерухомих з'єднань маточин з валами;
- напрямні, що застосовуються в тих випадках, коли маточини повинні мати можливість переміщатися уздовж валів;
- ковзні, що переміщаються уздовж вала разом з маточинами і застосовувані замість напрямних шпонок у тих випадках, коли потрібні великі переміщення маточин.

Напрямні шпонки прикріплюють до вала гвинтами, а ковзні з'єднують з маточиною виступом циліндричної форми.
Довжину l (мм) призматичної шпонки обирають з ряду значень: 10; 12; 14; 16; 18; 20; 22; 25; 28; 32; 36; 40; 45; 50; 56; 63; 70; 80; 90; 100; 110; 125; 140; 160; 180; 200; 220; 250; 280.
Приклад позначення призматичної шпонки виконання 1, розмірами b =18 мм, h =11 мм і l =100 мм:
- Шпонка 18x11x100 ГОСТ 23360-78;

те ж саме, виконання 2:
- Шпонка 2-18x11x100 ГОСТ 23360-78.

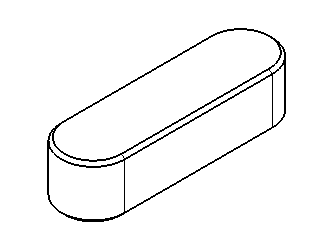
Призматична шпонка виконання 1
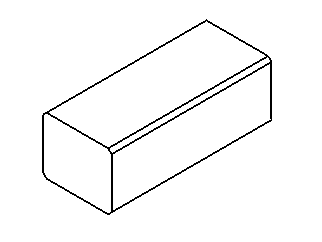
Призматична шпонка виконання 2
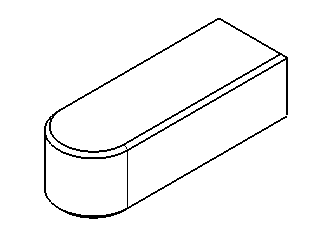
Призматична шпонка виконання 3

## Матеріали шпонок
Матеріалом для виготовлення шпонок служать вуглецеві або леговані сталі з границею міцності при розтягуванні не нижче 500 МПа. Розрахунок шпонок на міцність в приладобудуванні для невеликих обертальних моментів не виконують, тому що використання табличних даних перерізів шпонок забезпечує необхідну міцність. Для інших випадків проводять розрахунки шпонок на зріз та зминання.
Значення допустимих напружень залежить від:
- режиму роботи;
- міцності матеріалу вала і втулки;
- типу посадки втулки на вал.

Для нерухомих з'єднань :
- при перехідних посадках [σзм] = 80…150 МПа;
- при посадках з натягом [σзм] = 110…200 МПа.

Менші значення для чавунних маточин і при різких змінах навантаження. У рухомих (в осьовому напрямку) з'єднаннях допустимі напруження значно знижують з метою попередження задиру та обмеження зношення. При цьому приймають [σзм] = 20…30 МПа.
Значення [τзр] приймається в залежності від характеру навантаження —
- для спокійного навантаження [τзр] = 120 МПа;
- для помірних поштовхів [τзр] = 85 МПа;
- для ударного навантаження [τзр] = 50 МПа.

## Розрахунки на міцність
Деталі шпонкового ненапруженого з'єднання зазнають зминання поверхонь, а шпонки — додатково зрізу.
Основний вид відмов — зминання робочих поверхонь.
Шпонкові з'єднання розраховують на міцність за напруженнями зминання σзм та зрізу τзр.
Умови міцності на зминання та зріз:
- σзм ≤ [σзм],
- τзр ≤ [τзр], де [σзм], [τзр] — допустимі напруження, які призначаються за рекомендаціями, згаданими вище.